# آخرین ورمیر
آخرین ورمیر (به انگلیسی: The Last Vermeer) فیلمی محصول سال ۲۰۱۹ و به کارگردانی دن فریدکین است. در این فیلم بازیگرانی همچون گای پیرس، کلیس بنگ، ویکی کریپس، رولاند مولر، آگوست دیل، اولیویا گرانت و آدریان اسکاربرو ایفای نقش کرده‌اند.